# Economia do Paraguai
A economia do Paraguai é maiormente industrial e de serviços, como já esteve mostrando com o crescimento a longo prazo .
Em 2021 o Paraguai experimentará uma das maiores expansões econômicas da região da América Latina, com uma perspectiva de crescimento do PIB de 4,7% para o final do ano e 4,1% para o 2021. O 12% do crescimento do PIB corresponde à agricultura; o 33,4% à indústria (incluindo a construção e as utilidades públicas); o 47,1% corresponde a serviços e 7,5% às taxas.

## Comércio exterior
Em 2020, o país foi o 93º maior exportador do mundo (US $ 7,6 milhões em mercadorias, menos de 0,1% do total mundial). Na soma de bens e serviços exportados, chega a US $ 13,2 bilhões e fica em 89º lugar mundial. Já nas importações, em 2019, foi o 96º maior importador do mundo: US $ 9,9 bilhões.

## Setor primário

### Agricultura, pecuária, pesca e silvicultura

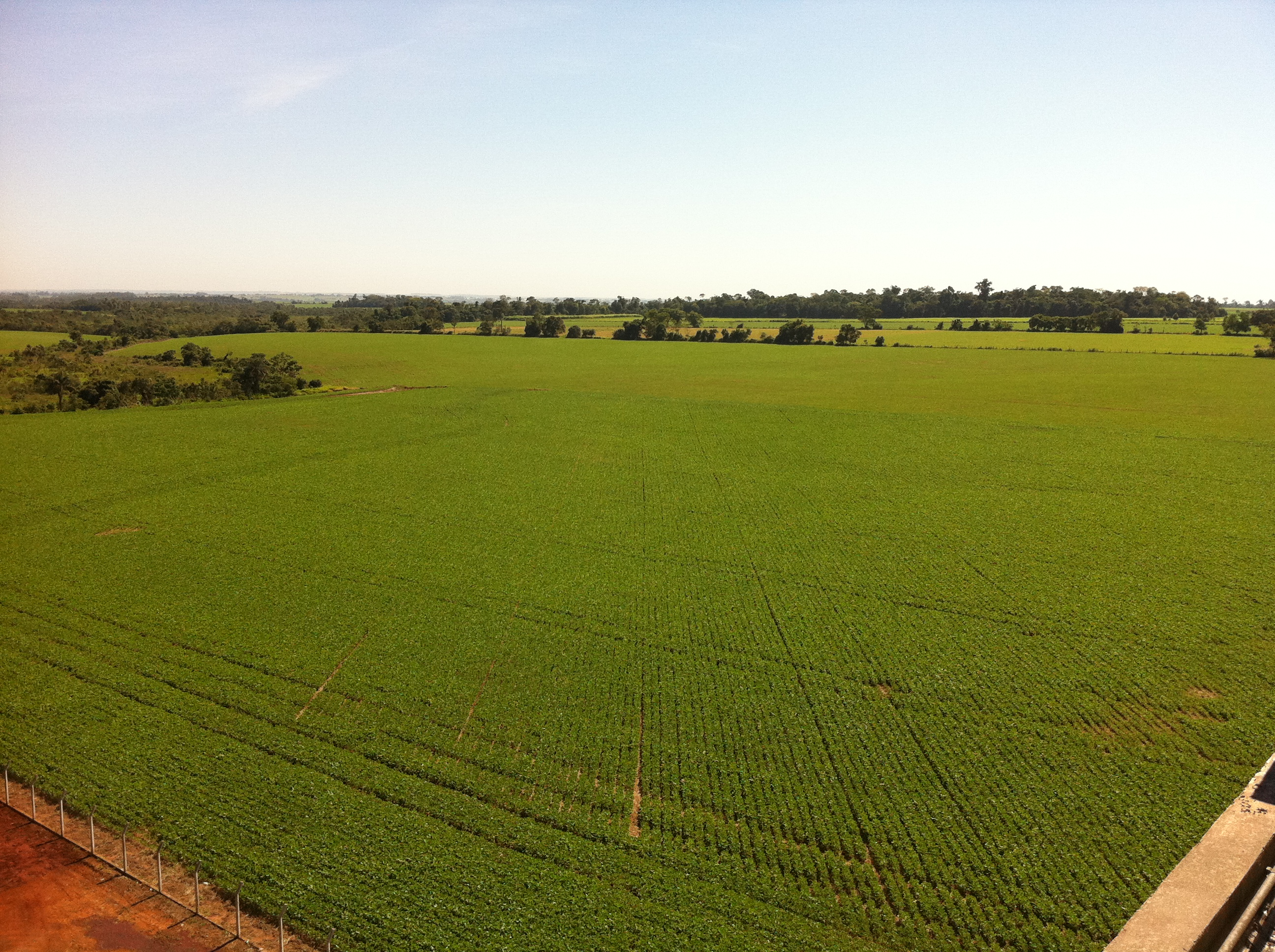
Plantação de soja no Paraguai

A metade da população ativa do Paraguai dedica-se ao setor primário, embora só uma pequena porção das terras aráveis seja cultivada. Os produtos mais importantes são soja, milho, cana-de-açúcar, mandioca, arroz, trigo, laranja, erva-mate, sorgo e, em menor escala, banana, café, fumo, abacaxi, e sementes oleaginosas.
A cultura da soja experimentou grande crescimento em regiões do Alto Paraná e Itapúa, em parte devido à ação de brasileiros que foram plantar no país, a ponto de converter o Paraguai em um dos principais exportadores mundiais do produto. Em 2018, o Paraguai já era o 6º maior produtor de soja do mundo, com 11 milhões de toneladas produzidas (atrás de EUA, Brasil, Argentina, China e Índia). No mesmo ano, o país produziu 5,3 milhões de toneladas de milho, e 6,1 milhões de toneladas de cana-de-açúcar, ficando em 21º lugar mundial em ambos; neste ano, o país também produziu 3,3 milhões de toneladas de mandioca, 892 mil toneladas de arroz, 722 mil toneladas de trigo, 223 mil toneladas de laranja, 116 mil toneladas de erva-mate, 107 mil toneladas de sorgo, além de produções menores de outros produtos agrícolas.
Na pecuária, o Paraguai produziu, em 2020: 481 mil toneladas de carne bovina (26º maior produtor do mundo), 74 mil toneladas de carne de frango, 58 mil toneladas de carne suína, 326 milhões de litros de leite de vaca, entre outros.
Para 2022, o Paraguai deverá produzir 570 mil toneladas de carne bovina (em equivalente carcaça) em 2022,  o volume deve ficar abaixo das 610 mil toneladas previstas para este ano.
A previsão é de que o país exporte 430 mil toneladas de carne bovina em 2022, ante as 470 mil toneladas esperadas para este ano. A previsão é de que o consumo interno fique em 150 mil toneladas no próximo ano, acima das 146 mil toneladas esperadas para 2021.
Há criação de porcos, carneiros, cavalos e aves, a do gado bovino tem importância maior. Este é criado extensivamente no Chaco oriental e no sul do país. Os grandes rios são muito piscosos, mas a pesca é praticada apenas de maneira artesanal. A exploração florestal aproveita numerosas espécies tropicais de madeira dura, como o quebracho-branco, de que se extrai o tanino.
A pecuária está presente em todo o território paraguaio e é uma das principais fontes de divisas do país, junto com o setor agrícola. A pecuária tem acompanhado o Paraguai durante toda a sua história, a tradição pecuária no país vem dos tempos da colonização espanhola.

### Mineração
O Paraguai tem sido considerado por muito tempo como um país pobre em recursos minerais. Desde 2009, essa ideia vem sendo rejeitada como consequência da descoberta de grandes reservas de urânio na área de Yuty, Departamento de Caazapá, por uma empresa  de capital canadense (Chris Healey Transandes Paraguay).
Desde então, as notícias do setor de mineração no Paraguai têm sido mais do que positivas. Esse ano foi anunciada a descoberta da que poderia ser a maior reserva mundial de titânio.
O setor de mineração no Paraguai tornou-se muito atraente para os investidores estrangeiros e, segundo alguns especialistas, podem tornar o país como a nova potência latinoamericana em minerais. Também foi descoberto ouro, cobalto, níquel e cromo.
A possibilidade de extrair o petróleo do Chaco não se concretizou. Existem pequenas jazidas de ferro, manganês e cobre, de exploração incipiente.

## Setor secundário

### Indústria

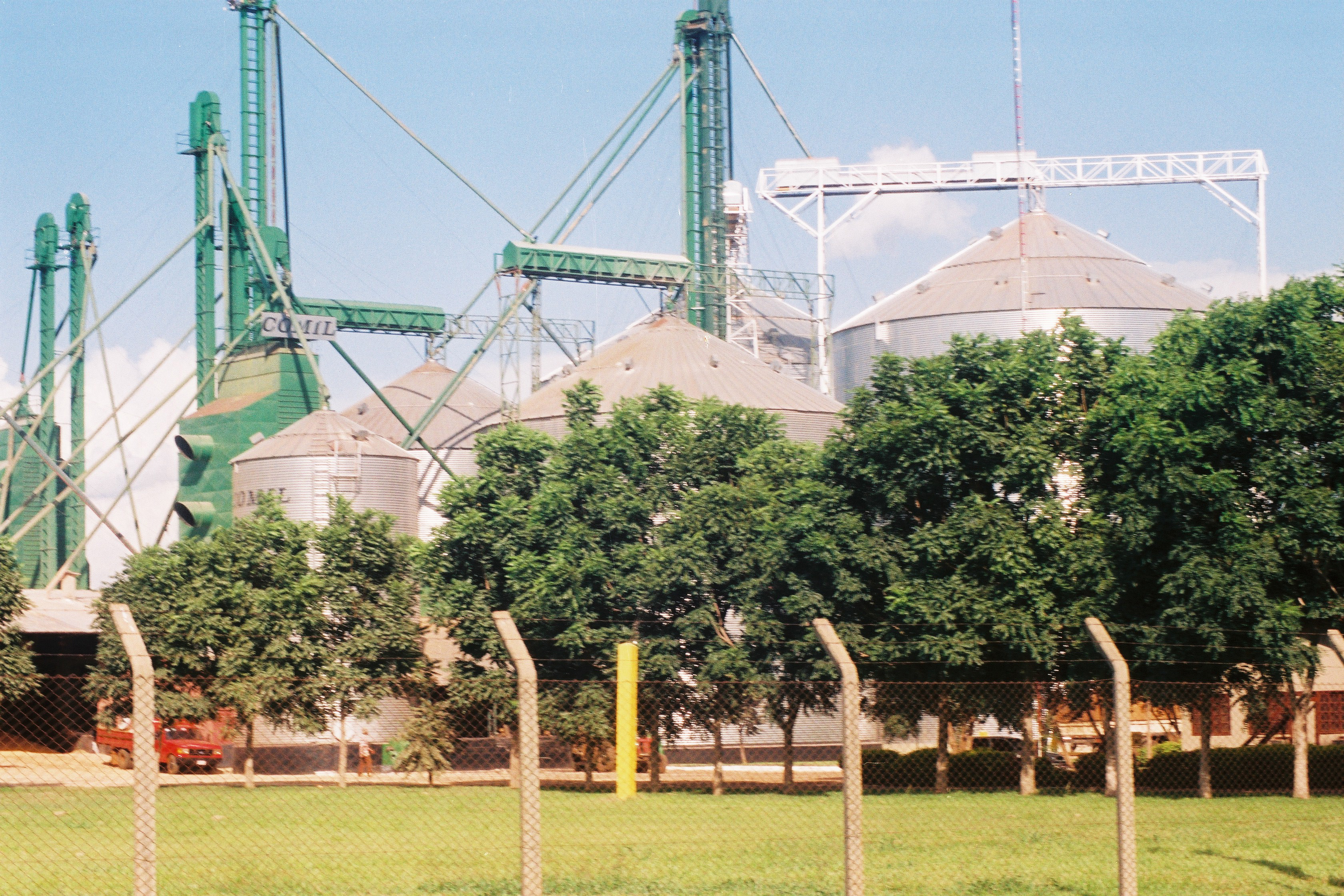
Indústria de processamento da soja no Paraguai

O Banco Mundial lista os principais países produtores a cada ano, com base no valor total da produção. Pela lista de 2019, o Paraguai tinha a 79ª indústria mais valiosa do mundo (US $ 6,9 bilhões).
O país foi o 7º maior produtor do mundo de óleo de soja em 2018.
O setor industrial produz cerca de 33,4% do PIB do Paraguai e emprega cerca de 31% da força de trabalho (outubro 2005). A produção industrial cresceu 2,9 por cento em 2004, após cinco anos sem crescimento. Tradicionalmente, de economia agrícola, o Paraguai está mostrando alguns sinais de crescimento industrial a longo prazo. A indústria farmacêutica está rapidamente substituindo os fornecedores de drogas estrangeiros para satisfazer as necessidades do país. Empresas paraguaias agora reúnem 70% do consumo interno e também começaram a exportar medicamentos. O forte crescimento também é evidente na produção de óleos comestíveis, roupas, açúcar orgânico, processamento de carne e aço. No entanto, o capital para novos investimentos no setor industrial da economia está fraca. Após a revelação de corrupção financeira generalizada na década de 1990, o governo está trabalhando para melhorar as opções de crédito para as empresas. 

### Energia

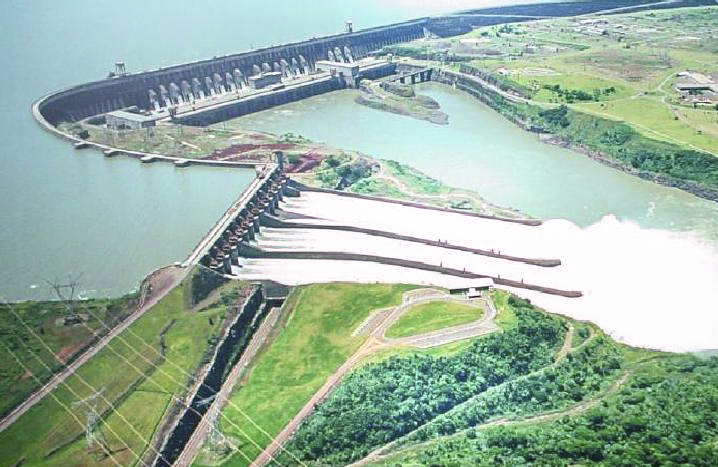
Vista aérea da Usina Hidrelétrica de Itaipu, a maior do mundo.

Pobre de jazidas minerais, o país importa derivados de petróleo. A energia elétrica, que até o final da década de 1960 era obtida em centrais térmicas, com a queima de madeira e de óleo, experimentou a seguir um extraordinário incremento de produção, graças ao aproveitamento hidrelétrico da bacia do Paraná. A represa de Itaipu, uma das maiores do mundo, forma um grande lago artificial entre o Paraguai e o Brasil para alimentar a usina hidrelétrica do mesmo nome. Sua construção resultou de um tratado assinado em 1973.
Paraguai e Brasil dividem a energia ali produzida e a limitação do mercado paraguaio permite ao país exportar uma parte de sua quota de volta para o Brasil. Outros importantes projetos hidrelétricos são os de Yacyretá-Apipe e de Corpus, em conjunto com a Argentina, também no alto Paraná.

## Setor terciário

### Finanças e comércio

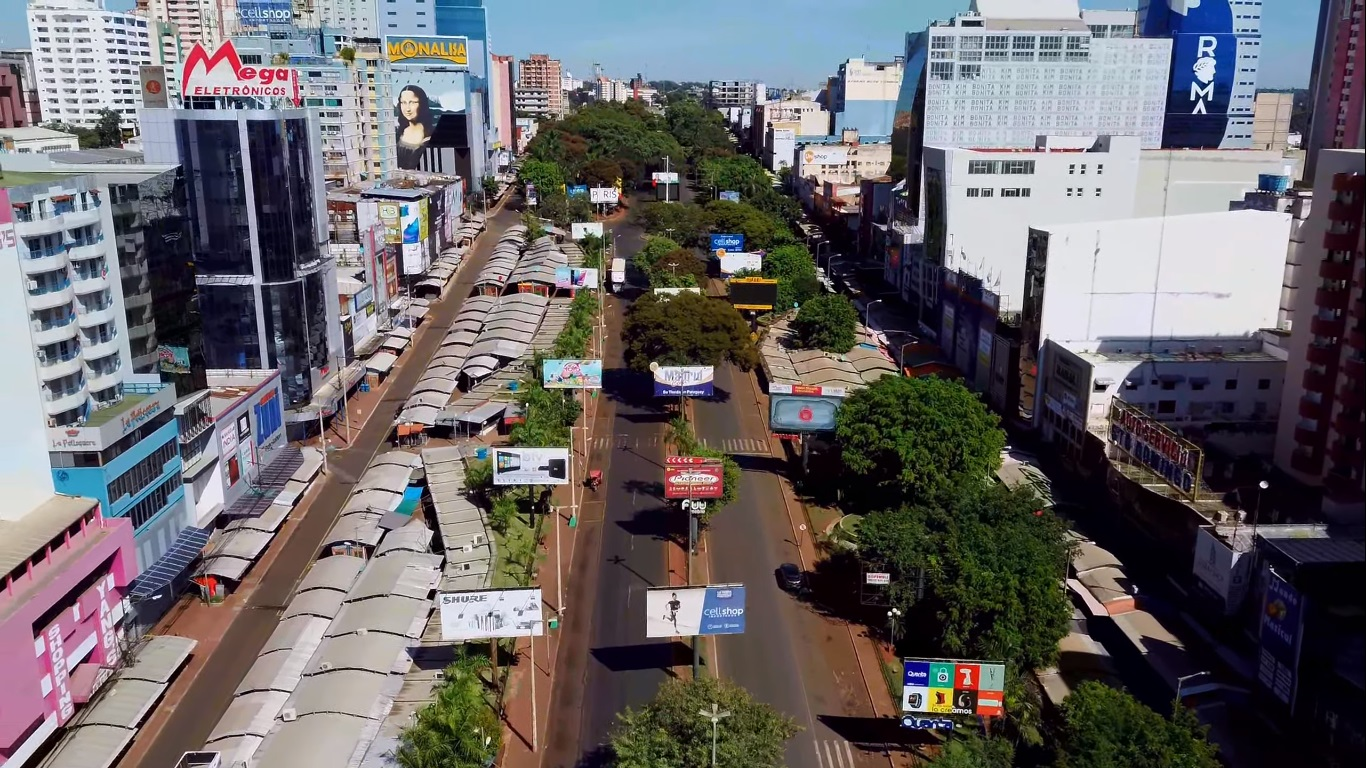
Comércio em Ciudad del Este, na fronteira com o Brasil

O Sistema Financeiro Paraguaio é composto por 15 bancos, 6 financeiras e e mais de 800 cooperativas de crédito.
Em conjunto, o Sistema Financeiro fechou 2011 com USD 12,5 bilhões em depósitos e USD 10,8 bilhões em créditos, com uma inadimplência de 3,1%, de acordo com o Banco Central do Paraguai e o INCOOP.
O Banco Central do Paraguai é o responsável pela emissão do guarani, a moeda nacional, e mais antiga divisa em circulação na América Latina, tendo cumprido, em 2011, 68 anos de existência. O Banco Nacional de Fomento e é a única entidade financeira estatal de primeiro piso, dirigindo prioritariamente suas atividades para a criação e manutenção de novas indústrias e atividades agrícolas. Em 2005 começou a funcionar a Agencia Financiera de Desarrollo, instituição de segundo piso equivalente ao BNDES brasileiro.
Comércio Exterior
Em 2011, o comércio exterior paraguaio registrou movimento de USD 24,5 bilhões, sendo USD 11,7 bilhões em importações, principalmente bens de capital (USD 4,5 bilhões) e bens intermediários (matéria prima, combustíveis, etc) e USD 12,8 bilhões em exportações, de acordo com o Banco Central do Paraguai.
O principal produto de exportação é o complexo soja, responsável por quase USD 2,8 bilhões em vendas, seguindo-se a energia elétrica exportada por Itaipu (com o Brasil) e Yacyretá (com a Argentina), cujas vendas anuais superam USD 1,9 bilhões, e cereais.
Outros produtos de importância são carne, confecções, produtos farmacêuticos, plásticos e metalmecânico, sendo o principal cliente, o Brasil, seguido da União Européia.
As exportações informais (contrabando), especialmente de cigarros, perfumes, confecções e eletrônicos, totalizam aproximadamente USD 5,00 bilhões, de acordo a diversas fontes como o BRASPAR e a CADEP.

### Transportes

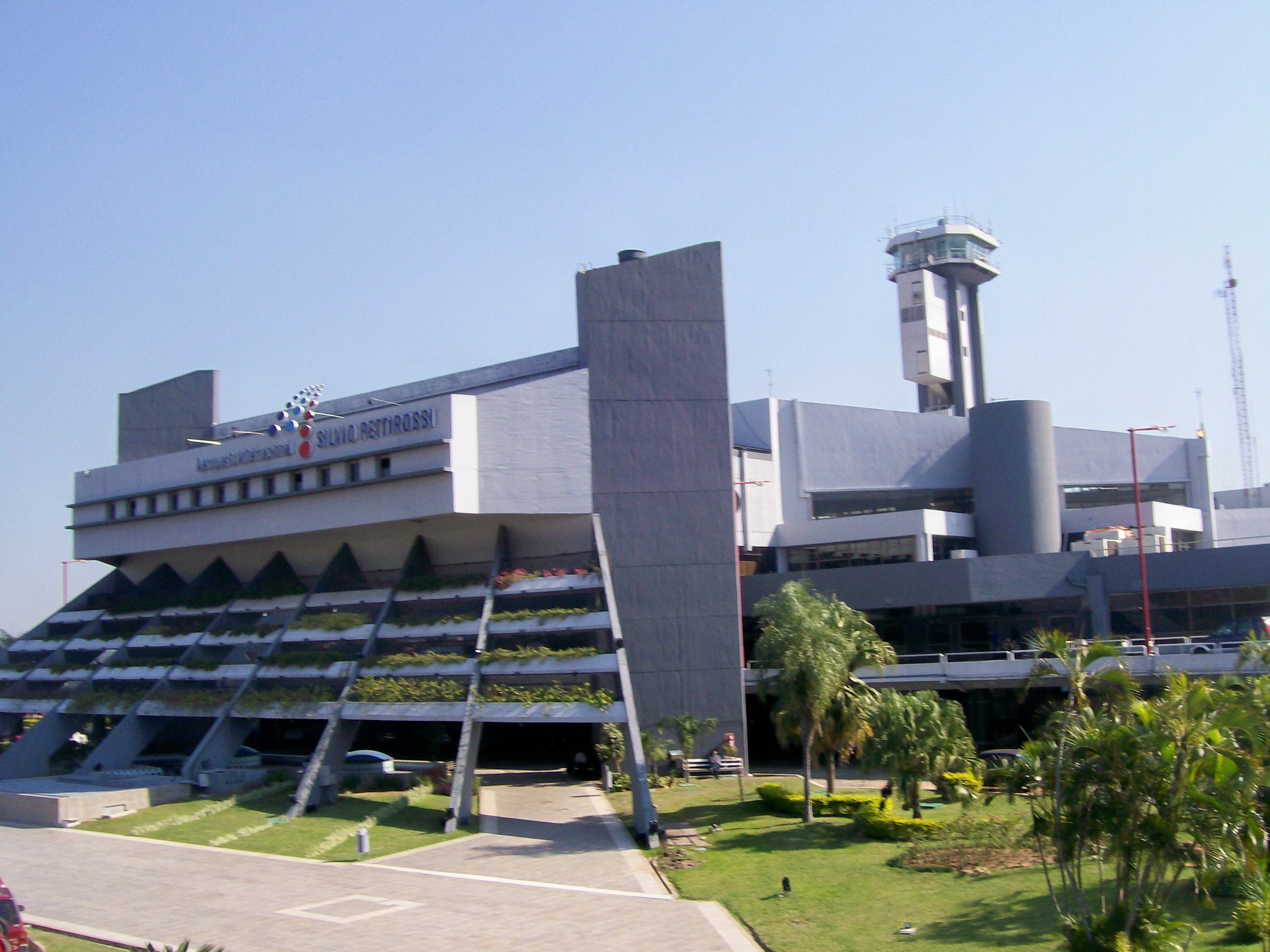
Aeroporto Internacional Silvio Pettirossi.

A rede fluvial paraguaia determinou historicamente as comunicações internas e externas do país, mas na segunda metade do século XX os transportes terrestres e aéreo experimentaram enorme desenvolvimento. Quatro grandes rodovias se entroncam em Assunção. Uma delas atravessa o Chaco até a fronteira boliviana, outra atravessa o rio Paraguai até a margem argentina, onde se liga à estrada para Buenos Aires. Uma terceira vai até Encarnación, no sul, e a última une a capital ao leste, e cruza o rio Paraná na ponte da Amizade, para em seguida juntar-se à estrada que atravessa o território brasileiro até o porto de Paranaguá (PR), por onde é escoada grande quantidade das exportações paraguaias.
Recentemente, o Paraguai tem investido na construção de uma rodovia totalmente nova, o Corredor bioceânico, que cortará o norte do país em linha horizontal, ligando o Brasil à Argentina e aos portos do norte do Chile. A obra abrirá uma nova rota para exportações de produtos para a Ásia, e viabilizará o desenvolvimento de uma região isolada do Paraguai, o Chaco. Em agosto de 2020, o país já havia concluído 106 km da estrada. A conclusão estava prevista para fevereiro de 2023.
A ferrovia Presidente Carlos Antonio López une Assunção a Encarnación e se liga à rede ferroviária argentina por meio de um ferry-boat que cruza o Paraná. Os rios Paraguai e Paraná são sulcados por barcos mercantes e de passageiros. Do Aeroporto Internacional de Assunção partem linhas aéreas para as principais cidades do país e para o exterior.

### Comunicações
Os sete jornais do país são publicados em Assunção. A capital conta também com livrarias e algumas editoras. A maioria dos telefones do Paraguai estão instalados em Assunção, e este trabalho é realizado sob responsabilidade da Copaco (Comunicaciones del Paraguay). Serviços de telégrafo, radiotelégrafo e radiotelefone colocam em comunicação as cidades.

#### Jornais
- La Nación (Paraguai)
- ABC Color

### Turismo

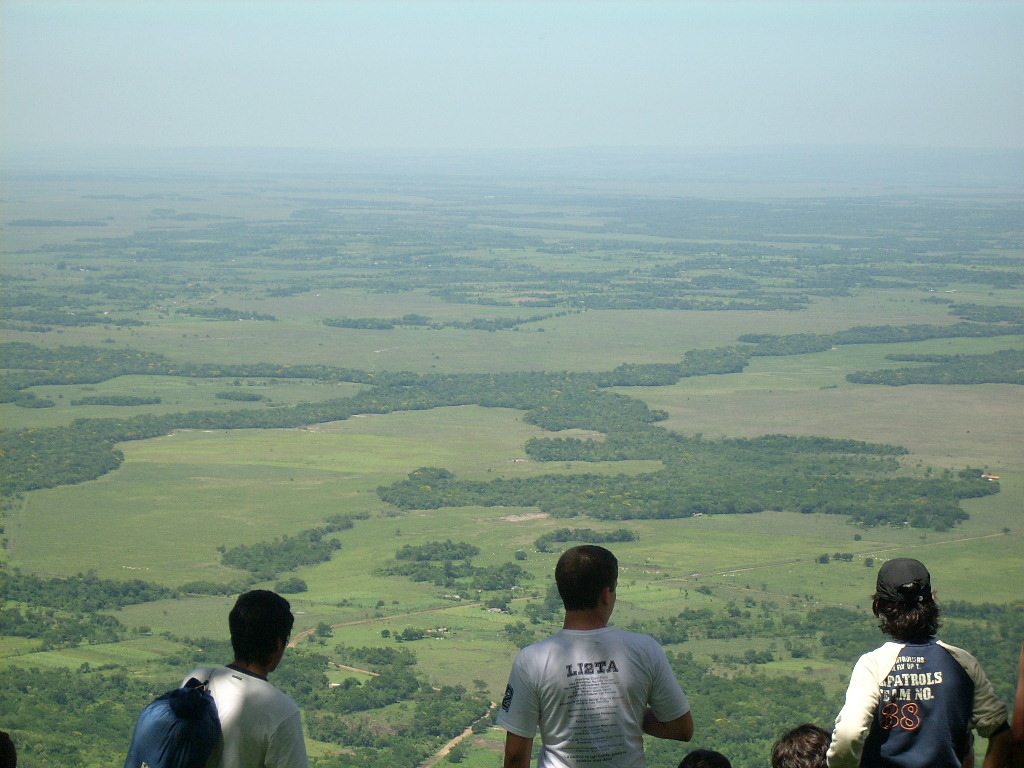
Turismo rural

Em 2018, o Paraguai recebeu 1,1 milhões de turistas internacionais. As receitas do turismo, neste ano, foram de US $ 0,3 bilhões.
Assunção, com suas flores e ruas arborizadas, oferece  várias atrações aos turistas de outros países que visitam o Paraguai. O jardim botânico da cidade no subúrbio de Trinidad, possui muitas espécies de plantas e flores.
Um centro de lazer muito freqüentado é o lago Ypacaraí, próximo a Assunção, muito concorrido nos períodos de férias e nos finais de semana. Da cidade de Encarnación partem excursões para as ruínas das missões jesuíticas, construídas entre o século XVII e o século XVIII. Caçadores do mundo inteiro caçam animais selvagens na região do Chaco.